# Schiessbecher
Schiessbecher (в переводе с нем. — «стреляющая чаша») или Gewehrgranatengerät (в переводе с нем. — «мортирка для винтовочных гранат») — дульный гранатомёт, состоявший на вооружении Вермахта в ходе Второй мировой войны.

## Описание
Gewehrgranatengerät был принят на вооружение в 1940 году и базировался на ружейных гранатомётах, применявшихся Рейхсхеером в годы Первой мировой войны.
Gewehrgranatengerät предназначался для борьбы с пехотой, фортификационными сооружениями и легкобронированной техникой на дистанции до 250 метров. Для борьбы с разными типами целей, было создано 16 типов гранат.

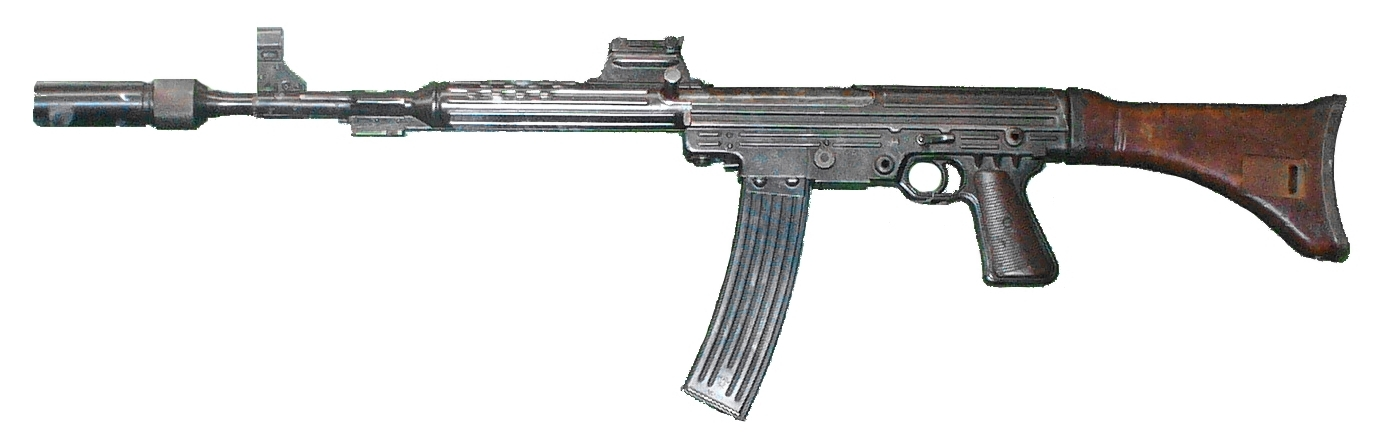
Maschinenkarabiner 42(W) c Schiessbecher

У Schiessbecher был короткий нарезной ствол калибра 30 мм и длиной 250 мм. Канал ствола мортирки имел нарезы для придания гранате вращательного движения. Масса составляла 835 г и он мог быть прикреплен к оружию, использовавшему патроны 7,92 × 57 мм или 7,92 × 33 мм, такому как Mauser 98k, Karabiner 98a, G98/40, StG-44 и FG-42. Cложное прицельное устройство устанавливалось с помощью хомута слева от стандартного прицела винтовки. Прицел состоял из качающейся и неподвижной (относительно карабина) частей. На задней, секторной части визирной планки нанесены деления для стрельбы прямой наводкой на дистанции до 250 м, при углах возвышения от 0 до 45° и от 45 до 90°.
Schiessbecher выпускался до мая 1944 года.

## Применение
Для установки мортирки на оружие необходимо было:
- Открутить зажимной винт и развести наметки.
- Надеть мортирку на дульную часть винтовки так, чтобы основание мушки винтовки поместилось в вырезе шейки чашечки, после чего свести наметки и закрепить зажимным винтом.

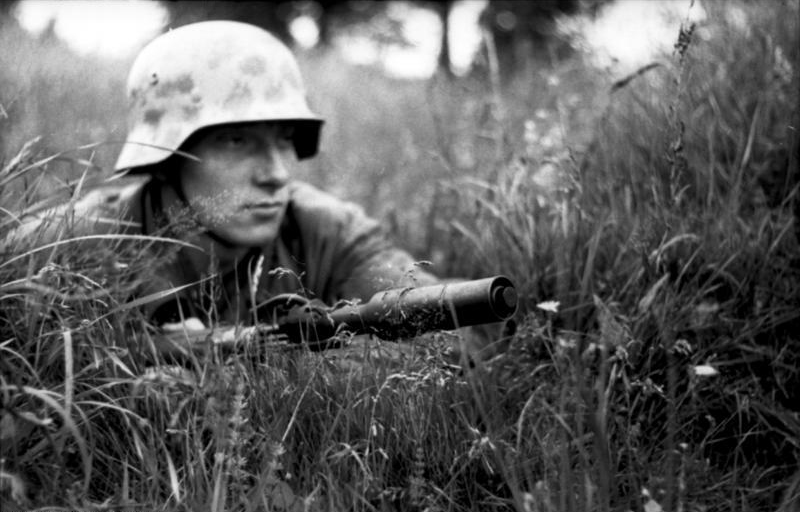
Солдат Вермахта, вооружённый винтовкой с установленным Schiessbecher, Франция, 1944.

Снятие мортирки производится в обратном порядке.
В качестве заряда для метания гранат применяется специальный холостой патрон. Применение боевых винтовочных патронов а также патронов от противотанкового ружья PzB-39 было запрещено ввиду того, что это вызывало разрывы стволов мортирок.
Вести огонь из гранатомета можно с упором приклада в плечо (с применением ружейного ремня). Для открытия огня требовалось:
- Зарядить винтовку холостым патроном, находящимся в футляре гранаты.
- Включить предохранитель винтовки.
- Вставить гранату в ствол мортирки.
- Установить нужное деление прицельной шкалы гранатомета.
- Выключить предохранитель.
- Навести гранатомет в цель, и нажать на спусковой крючок.

## Типы гранат

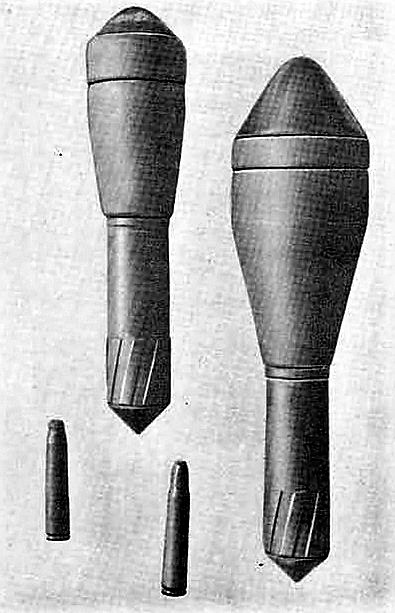
Винтовочные гранаты SS-Gewehr-Panzergranate 46 и 61

Наиболее распространённым типом гранат были противопехотные Gewehrsprenggranate 30, массой 255 грамм, длиной 14 см и массой боевого заряда 31 грамм и взрывавшиеся при столкновении с препятствием. На случай, если граната не взрывалась при контакте с препятствием, детонатор задержки подрывал гранату через 11 секунд после отстреливания. Дальность стрельбы этими гранатами составляла 230 метров. Вторая, более упрощенная модель, производилась с 1944 года и больше не использовала детонатор задержки. Кроме того, эти гранаты можно было применять и как ручные дистанционные гранаты: для этого нужно было перед метанием отвинтить хвостовую часть, выдернуть терку, связанную с нею, и сразу же бросить гранату в цель.
Кроме противопехотных, наиболее распространёнными для Schiessbecher были противотанковые гранаты. Одной из первых, была «малая ружейная противотанковая граната 30» (нем. Gewehr-Panzergranate 30) с кумулятивным зарядом, пробивавшая лист броневой стали толщиной 40 мм при угле встречи 60°. В 1942 году на вооружение была принята более мощная «большая ружейная противотанковая граната 40» (нем. Grosse Gewehr-Panzergranate 40) с увеличенной боевой частью — эта граната при угле встречи 60° пробивала броню толщиной 80 мм. Несмотря на то, что для её метания применялся патрон с усиленным пороховым зарядом, эффективная дальность стрельбы была небольшой — всего лишь 50-75 м.
Конструкторское бюро вооружений Waffen-SS в чешском Брно самостоятельно разработало две модели противотанковых гранат для своих войск — SS-Gewehr-Panzergranate 46 и 61. Форма этих гранат напоминала выстрелы противотанкового гранатомёта Панцерфауст. Граната G.Pz.Gr 46 имевшая диаметр 46 мм и массу 400 грамм была спроектирована в 1943 году, и её боевой заряд массой 150 грамм позволял ей пробить лист брони толщиной до 90 мм. Модель G.Pz.Gr 61 бывшая тяжелей и имевшая массу 530 г, была разработана в 1944 году и могла пробить до 126 мм брони. Несмотря на хорошие показатели бронепробиваемости, оба типа гранат были произведены в незначительных количествах.